# Salacia debilis
Espèce
Synonymes
- Calypso debilis G.Don[1]

Salacia debilis est une espèce de plantes à fleurs de la famille des Celastraceae présente en Afrique tropicale.